# 기즈역 (효고현)
기즈역(일본어: 木津駅, きづえき)은 일본 효고현 고베시 니시구에 있는 고베 전철 아오 선의 역이다. 역 번호는 KB44이다.

## 역사
- 1937년 4월 27일: 미키 전기철도의 아이나 ~ 오시베다니 간 개통 시 기즈역으로 영업 개시.
- 1947년 1월 9일: 고베 아리마 전기철도와 미키 전기철도가 회사 합병하고 신아리미키 전기철도의 역이 됨.
- 1952년 10월 1일: 전철 기즈역으로 역명 변경.
- 1988년 4월 1일: 기즈역으로 역명 변경.
- 1999년 8월 2일: 교상 역사화.

## 역 구조
상대식 승강장 2면 2선의 지상역으로 교상 역사를 갖는다. 승강장 유효 길이는 5량이다.
연선 광 네트워크에 접속된 역무 원격 시스템이 도입되고 있어, 센터 역에서 자동 매표기, 자동 개찰기, 자동 정산기, TV카메라, 인터폰, 셔터가 원격 조작된다. 이로 인하여, 역무원의 순회역이고, 구내 매점도 두지 않고 있다.
상하행선 각 승강장에 엘리베이터가 설치되어 있다.

### 승강장
| 1 | ■ 아오 선(하행) | 고바타・오시베다니・시지미・에비스・미키・오노・아오 방면 |
| 2 | ■ 아오 선(상행) | 니시스즈란다이・스즈란다이・미나토가와・신카이치 방면     |

## 역 주변
산업단지 개발에 맞추어 교상역으로 개조하였고, 역에서 산업공단까지 전용 육교로 연결되어 있다. 매년 6월에 치러지는 "산토리 레이디스 오픈 골프 대회"에서는 본 역과 다니가미 역이 근처역이기 때문에 기간 중에는 관람객으로 혼잡하고 낮의 급행 열차도 본 역에 임시 정차한다.
- 고베 복합 산업단지
- 기즈의 마애불
- 산요 자동차도・고베 아와지나루토 자동차도 고베니시 나들목
- 고베 시 자원 재활용 센터・고베 환경 미래관
- 고베니시 인터 자동차학교
- 롯코 국제 골프 클럽 - 북동쪽으로 약 2km.

## 인접역
| 고베 전철 아오 선         | 고베 전철 아오 선 | 고베 전철 아오 선     |
| ------------------------- | ----------------- | --------------------- |
| KB43 아이나 신카이치 방면 | ■ 준급 ■ 보통     | 고바타 KB45 아오 방면 |